# Clifton (strip)

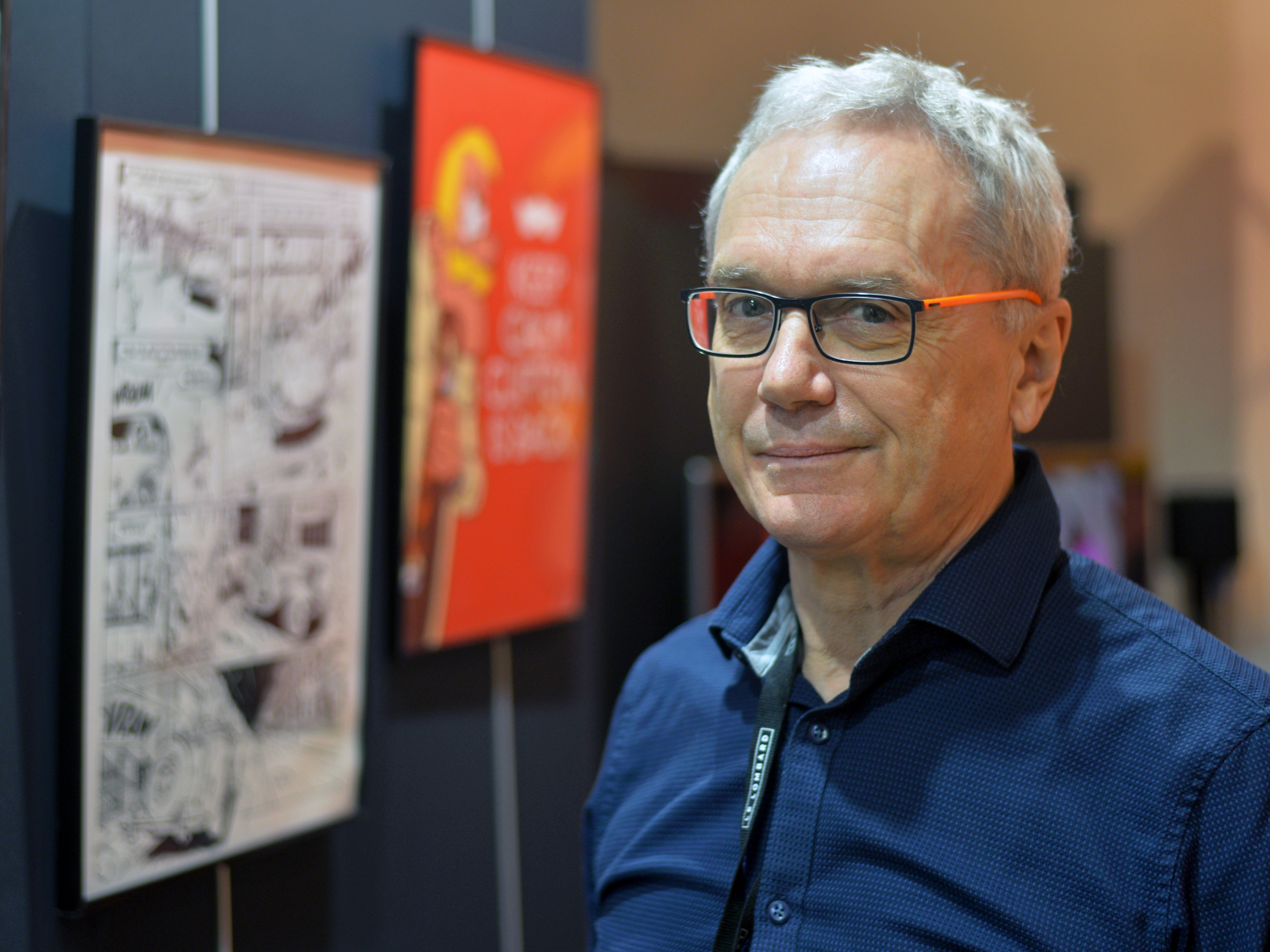
Tekenaar Turk in 2016

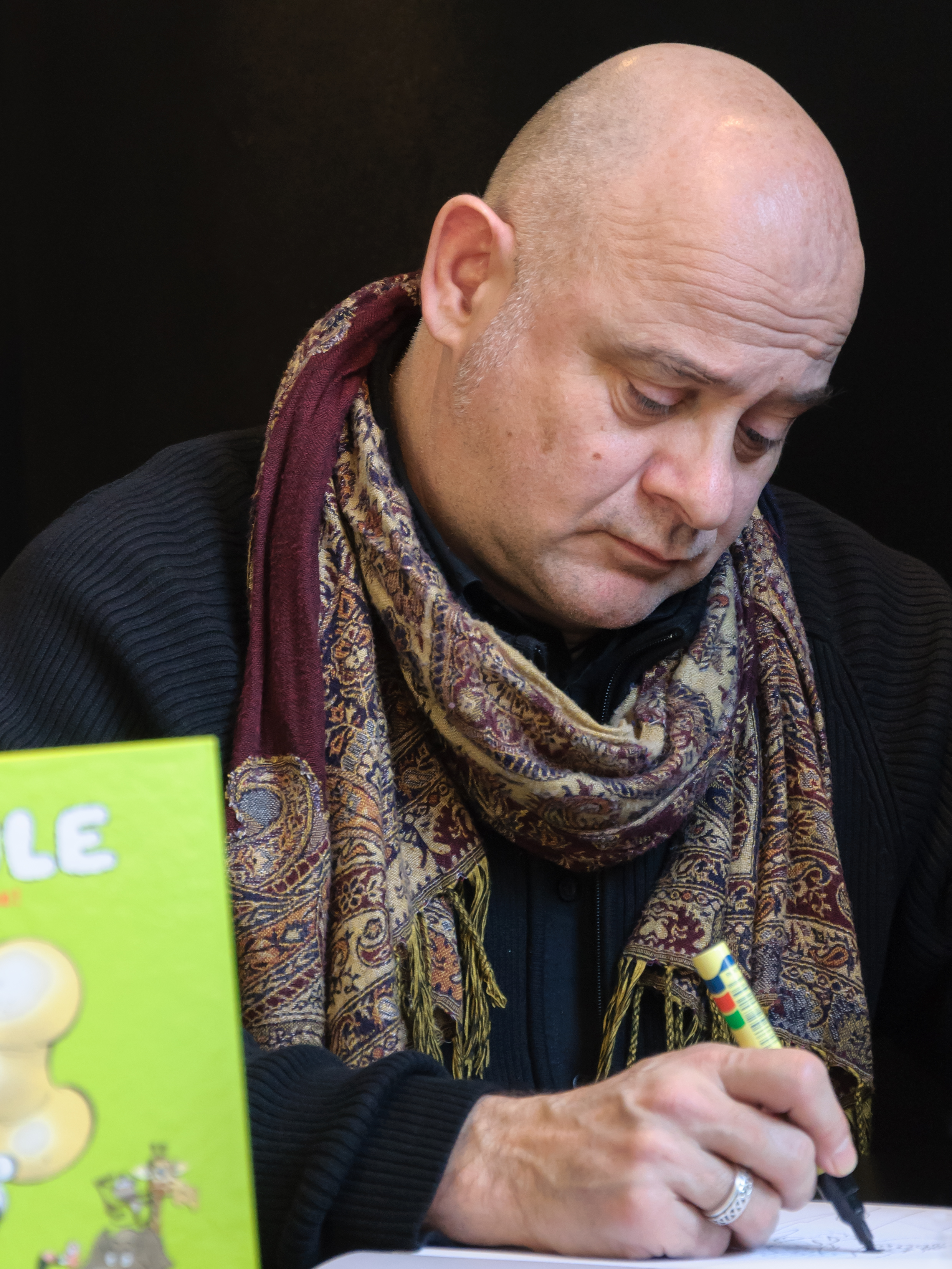
Tekenaar en scenarist Michel Rodrigue in 2013

Clifton is een Belgische stripreeks die bedacht werd door Raymond Macherot. Later werd de reeks voortgezet door verscheidene auteurs waaronder scenarist Bob de Groot en tekenaars Turk en Bédu.
De stripreeks verscheen naast het Frans ook in het Nederlands, Fins, Deens en Duits.

## Inhoud
Deze stripreeks draait rond de Britse privédetective Clifton. Hij is een voormalig agent van de MI5 die geregeld in samenwerking met de Scotland Yard verscheidene zaken oplost.
In deze reeks wordt geregeld verwezen naar Britse stereotypen.

## Personages
Tot de belangrijkste personages behoren:
- Sir Harold Wilberforce Clifton, een voormalig Brits, geheim agent, een voormalig kolonel van de Royal Air Force en privédetective
- Miss Partridge, de huishoudster van Clifton
- John Haig, een hoofdinspecteur van de Scotland Yard
- Mathias Strawberry, een politie-agent die Clifton geregeld verkeersboetes geeft

## Publicatiegeschiedenis

### Voorgeschiedenis
Bedenker Raymond Macherot woonde tijdens zijn jeugd een jaar in het Verenigd Koninkrijk wat hem later zou inspireren bij deze stripreeks. Hij begon in 1953 bij het stripblad Tintin/Kuifje. Vanaf 1954 tekende hij daar de stripreeks Chlorophyl. Macherot tekende dus vooral strips met antropomorfe dieren. Ondertussen tekende hij ter afwisseling af en toe ook eens andere strips, waaronder deze stripreeks. Hij vond het minder aangenaam om jarenlang dezelfde personages te tekenen.

### Macherot (1959-1961)
In 1959 verscheen Clifton in Tintin/Kuifje, geschreven en getekend door Macherot. Tussen 1959 en 1961 verschenen drie verhalen. Oorspronkelijk zou de reeks 'Cricket' heten, maar Macherot noemde hem uiteindelijk 'Clifton'.
Macherot deed onderzoek voor deze reeks. Op een bepaald moment wilde hij voornamelijk Clifton tekenen in plaats van Chlorophyl, maar de uitgever drong aan om Chlorophyl voort te zetten. In 1964 stapte Macherot echter over naar de concurrent Spirou/Robbedoes en stopte hij met Chlorophyl. Bijna alle personages die Macherot creëerde bij Tintin/Kuifje had hij verkocht aan het blad, behalve het personage Anthraciet van de strip Chlorophyl.

### Greg - Jo-El Azara (1969)
In 1969 tekende Jo-El Azara een lang verhaal van deze reeks voor Tintin/Kuifje. Het scenario werd geschreven door Greg.

### De Groot - Turk - Bédu (1970-1995)
In datzelfde jaar begonnen Bob de Groot en Turk bij Tintin/Kuifje met de reeks Robin Hoed. In 1970 namen ze Clifton over. Bob de Groot en Turk werkten voor het eerst samen in 1968. Greg was ook nog co-scenarist van het verhaal De lachende dief, dat in 1972 verscheen. Turk bleef deze reeks tot 1983 tekenen. Samen maakten ze negen albums.
Vervolgens tekende Bédu vier lange verhalen op scenario van De Groot. Vanaf 1991 schreef Bédu tevens de scenario's.
Het stripblad Tintin/Kuifje werd in 1993 stopgezet. Hierdoor worden de verhalen niet meer voorgepubliceerd. Zo schreef en tekende Bédu drie albums tussen 1991 en 1995.
In de jaren 2000 was er sprake van een nieuwe start van de reeks met als scenarist François Corteggiani en als tekenaar Alain Julié. Het verhaal Clifton et la Momie (Clifton en de Mummie) - waarvan al schetsen en proefplaten waren gemaakt - werd echter vroegtijdig afgebroken toen uitgeverij Flouzemaker, die het initiatief had genomen, werd opgedoekt.

### Rodrigue - de Groot (2003-2008)
Tussen 2003 en 2006 schreef Bob de Groot drie nieuwe verhalen, die werden getekend door Michel Rodrigue. Voor een vierde album, uit 2008, schreef Rodrigue zelf het scenario.
Het derde en vierde album zijn uitsluitend in het Frans verschenen.

### Zidrou - Turk (2016-heden)
In 2016 maakte de reeks een comeback, met Turk en Zidrou als team. De Nederlandstalige uitgave verscheen echter in de reeks De nieuwe avonturen van Clifton. Vermoedelijk doordat de laatste twee albums uit de eerdere reeks niet meteen in het Nederlands verschenen.
In 2023 verscheen het derde en laatste album van het duo. Turk besloot niet langer verder te gaan met de reeks.

## Verhalen

### Eerste reeks (1959-1961)
De lange verhalen uit Tintin/Kuifje werden als album uitgegeven in collecties. Er verschenen zo zeven albums. Vanaf 1978 verschenen ze in een reeks (de tweede reeks). Vier van de zeven albums die eerder verschenen werden heruitgegeven in die nieuwe reeks. Onderstaande albums zijn de eerste drie albums van Clifton en werden niet heruitgegeven in de tweede reeks. Deze drie albums werden getekend en geschreven door Raymond Macherot.
| Titel                             | Originele titel                 | Publicatiejaar Tintin | Uitgavejaar album |
| --------------------------------- | ------------------------------- | --------------------- | ----------------- |
| Op speurtocht met kolonel Clifton | Les enquêtes du colonel Clifton | 1959-1960             | 1961              |
| Clifton in New York               | Clifton à New York              | 1960                  | 1962              |
| Clifton tegen de spionnen         | Clifton et les espions          | 1960-1961             | 1965              |

### Tweede reeks (1969-heden)
| Nr. | Titel                        | Originele titel                | Scenarist(en)          | Tekenaar(s)           | Publicatiejaar Tintin | Uitgavejaar album |
| --- | ---------------------------- | ------------------------------ | ---------------------- | --------------------- | --------------------- | ----------------- |
| 1   | Dear Mr. Wilkinson           | Ce cher Wilkinson              | Bob de Groot           | Turk                  | 1976-1977             | 1978              |
| 2   | De lachende dief             | Le voleur qui rit              | Greg Bob de Groot      | Turk                  | 1972                  | 1973              |
| 3   | 7 Dagen om te sterven        | 7 jours pour mourir            | Bob de Groot           | Turk                  | 1978                  | 1979              |
| 4   | Alias Lord X                 | Alias lord X                   | Bob de Groot           | Turk                  | 1974                  | 1975              |
| 5   | Hartkloppingen!              | Atout... cœur !                | Bob de Groot           | Turk                  | 1979-1980             | 1981              |
| 6   | Een panter voor de kolonel   | Une panthère pour le colonel   | Bob de Groot           | Turk Walli            | 1980                  | 1982              |
| 7   | Sir Jason                    | Sir Jason                      | Bob de Groot           | Turk                  | 1975                  | 1976              |
| 8   | Week-end om te doden         | Week-end à tuer                | Bob de Groot           | Turk                  | 1982                  | 1984              |
| 9   | Kidnapping                   | Kidnapping                     | Bob de Groot           | Turk                  | 1983                  | 1984              |
| 10  | Uit de oude doos             | Passé composé                  | Bob de Groot           | Bédu                  | 1984                  | 1986              |
| 11  | Geheugenverlies              | La mémoire brisée              | Bob de Groot           | Bédu                  | 1986                  | 1987              |
| 12  | Laatste voorstelling         | Dernière séance                | Bob de Groot           | Bédu                  | 1987                  | 1988              |
| 13  | Matoutou-Falaise             | Matoutou-Falaise               | Bob de Groot           | Bédu                  | 1989                  | 1990              |
| 14  | De McGregor Clan             | Le clan Mc Gregor              | Bédu                   | Bédu                  | 1991                  | 1991              |
| 15  | Een fataal spel              | Mortelle saison                | Bédu                   | Bédu                  | 1992                  | 1993              |
| 16  | De kus van de Cobra          | Le baiser du cobra             | Bédu                   | Bédu                  |                       | 1995              |
| 17  | De duivelse dwergen          | Les lutins diaboliques         | Greg Bédu Bob de Groot | Jo-El Azara Bédu Turk | 1969                  | 1971              |
| 18  | Jade                         | Jade                           | Bob de Groot           | Michel Rodrigue       |                       | 2003              |
| 19  | Zwarte maan                  | Lune Noire                     | Bob de Groot           | Michel Rodrigue       |                       | 2004              |
| 20  | Elementary, my dear Clifton! | Élémentaire, mon cher Clifton! | Bob de Groot           | Michel Rodrigue       |                       | 2006              |
| 21  | Een Iers uitje               | Balade irlandaise              | Michel Rodrigue        | Michel Rodrigue       |                       | 2008              |
| 22  | Spookrijders onder invloed   | Et les gauchers contrariés     | Zidrou                 | Turk                  |                       | 2016              |
| 23  | Just married                 | Just married                   | Zidrou                 | Turk                  |                       | 2017              |
| 24  | De laatste Clifton           | Le dernier des Clifton         | Zidrou                 | Turk                  |                       | 2023              |

Voetnoten:
1. ↑  Dit verhaal is een herwerking van het kort verhaal Hard tegen 't hart uit 1973.[1]
2. 1 2 3 4  Vanaf een bepaalde heruitgave (nr.17) verschenen er een paar korte verhalen bij dit album. Deze zijn gemaakt door Bédu en Bob de Groot.[14]
3. ↑  In het Nederlands in 2022
4. ↑  In het Nederlands in 2023
5. 1 2  In het Nederlands verschijnen deze albums in de reeks De nieuwe avonturen van Clifton.[27] Hierdoor heeft het Nederlands vanaf dit album een andere nummering dan de reeks in het Frans. Vermoedelijk wordt dit gedaan doordat de 2 vorige albums aanvankelijk niet in het Nederlands verschenen. In 2022 verscheen deel 20 in het Nederlands.
6. ↑  In het Nederlands in 2018

### Buiten de reeks
In 2009 verscheen het album Inédit dans les pockets dat drie korte verhalen uit Tintin bevat: Un pépin pour Clifton, Suspense street en Atout coeur pour Clifton. In 2016 volgde een tweede en derde deel. Deel twee bevat de verhalen Les émeraudes se font la malle, Roue libre en een verhaal zonder titel. Deel drie bevat 8888, Il y a des jours hélas ou tout va bien en Faute d'aurtographe. Daarnaast bevat het album nog enkele verhalen van één pagina, hommages van andere tekenaars en enkele omslagen.

### Korte verhalen
Er verschenen twaalf korte verhalen van deze stripreeks.
Het korte verhaal Het geheim van de rennende stem verscheen in het album van De lachende dief. De korte verhalen De smaragden smeren 'm en Vrij baan verschenen in het album Alias Lord X (1980). Het korte verhaal Hard tegen 'hart werd in 1979 uitgebreid tot een lang verhaal met als titel Hartkloppingen. Het korte verhaal 77345 verscheen in het album Atout... cœur ! 51981). In het album De duivelse dwergen verschenen nog enkele korte verhalen. Dit zijn de korte verhalen: Er zijn dagen waarop helaas alles goed gaat, Een kwestie van handtekening, Het teken van de meester en Sportieve detective.
| Titel                                       | Originele titel                   | Aantal pagina's | Scenarist(en)     | Tekenaar(s) | Publicatiejaar Tintin |
| ------------------------------------------- | --------------------------------- | --------------- | ----------------- | ----------- | --------------------- |
| Het geheim van de rennende stem             | Le mystère de la voix qui court   | 14              | Greg Bob de Groot | Turk        | 1970-1971             |
| De smaragden smeren 'm                      | Les emeraudes se font la malle    | 8               | Bob de Groot      | Turk        | 1972                  |
| Hard tegen 'hart                            | Atout … cœur pour Clifton!        |                 | Bob de Groot      | Turk        | 1972                  |
| Vrij baan                                   | Roue libre                        | 8               | Bob de Groot      | Turk        | 1973                  |
| Onder Cliftons paraplu                      | Un pépin pour Clifton             | 6               | Bob de Groot      | Turk        | 1974                  |
| Suspense street                             | Suspense street                   |                 | Bob de Groot      | Turk        | 1977                  |
| 77345                                       | 77345                             | 6               | Bob de Groot      | Turk        | 1978                  |
| Er zijn dagen waarop helaas alles goed gaat | Il y a des jours où tout va bien! | 4               | Bob de Groot      | Turk        | 1982                  |
| Een kwestie van handtekening                | Faute d'autographe                | 6               | Bob de Groot      | Bédu        | 1985                  |
| Het teken van de meester                    | A vos marques                     | 3               | Bob de Groot      | Bédu        | 1986                  |
| Sportieve detective                         | Marathon                          | 3               | Bob de Groot      | Bédu        | 1986                  |
| Een enorm geheim                            | Un lourd secret                   | 1               | Bob de Groot      | Bédu        | 1987                  |

### Integrale edities
In 2011 verscheen een integrale reeks van zes albums in het Frans. Echter werden veel korte verhalen niet opgenomen in die reeks. Vanaf 2021 worden de integralen vertaald in het Nederlands.

## Korte film: Un pépin pour Clifton (1984)
In 1984 verscheen de korte film Clifton: Un pépin pour Clifton (Nederlands: Onder Cliftons paraplu of Pech voor Clifton) gebaseerd op het gelijknamige, korte verhaal uit deze stripreeks. Hij werd geproduceerd door Belvision.